# ایکس کوهمیز
ایکس کوهمیز یک ستاره است که در صورت فلکی کوهمیز قرار دارد.